# Saint-Séverin (Mékinac)
Pour les articles homonymes, voir Saint-Séverin et Séverin.
Saint-Séverin (aussi nommée Saint-Séverin-de-Proulxville ou Proulxville) est une municipalité de paroisse du Québec (Canada) située dans la municipalité régionale de comté de Mékinac, dans la région administrative de la Mauricie et dans le bassin hydrographique de la rivière des Envies et de la Batiscanie.

## Toponymie
La localité de Saint-Séverin est nommée en l'honneur du grand-vicaire Louis-Séverin Rheault et de l'abbé Séverin de Saint-Maurice-en-Valais. Le nom de Proulxville est en souvenir de l'abbé Prudent Proulx (1853-1924), premier curé de la paroisse (1889-1918)

## Histoire
La rivière des Envies et son affluent la rivière à la Tortue sont les deux cours d'eau significatifs qui marquent l'histoire de la localité.

### Paroisse et église
« La paroisse de Saint-Séverin est fondée en 1889 par détachement des paroisses de Saint-Tite et de Saint-Stanislas. Le premier curé résident arrive cette année-là.
Le terrain pour la construction de l'église et du presbytère est acheté l'année suivante. Les paroissiens y construisent d'abord une chapelle temporaire (qui sera ensuite transformée en grange) ainsi que le presbytère actuel.
Georges Baribeau, de Saint-Anne-de-la-Pérade, est responsable des travaux de la construction du presbytère. L'église actuelle de Saint-Séverin est construite en 1895-1897 par les paroissiens. L'architecte et entrepreneur Alfred Giroux, de Saint-Casimir, est impliqué dans la construction de l'édifice.
La pierre de l'église est extraite à Saint-Séverin. L'église est connectée à la salle communautaire édifiée en 1948. En 1910, il est décidé de construire un charnier en pierre près de l'église.

Source : Répertoire du patrimoine culturel du Québec »
Selon les conventions de l'époque, l'érection canonique d'une paroisse précédait l'érection civile. Avant 1889, le territoire s'est peuplé et a connu un défrichement intensif. Les pionniers bénéficiaient des services de la religion par Saint-Stanislas ou Saint-Tite. L'éloignement des pionniers rendait difficile la pratique de la foi et l'accès aux commerces et aux services publics de Saint-Tite ou de Saint-Stanislas. En hiver, les pionniers utilisaient la route de glace sur la rivière des Envies; en d'autres saisons, les routes étaient mauvaises, notamment à cause des pluies, des crues printanières et des ponceaux improvisés au fonds des coulées. Dès 1873, les pionniers du secteur ont fait plusieurs représentations auprès de l'évêque de Trois-Rivières afin de constituer une nouvelle paroisse.
Notons que le hameau Cossetteville (situé à l'extrémité sud du Grand Rang de Saint-Tite) se développait et était considéré populairement comme le site potentiel d'un nouveau village pour le secteur. Les autorités religieuses du diocèse de Trois-Rivières ont pris en considération la distance entre Saint-Stanislas, Saint-Narcisse et Saint-Tite, afin de faciliter l'accès aux services de la religion.
- septembre 1889 - Érection canonique de la paroisse de Saint-Sévérin, dont le territoire religieux se détache des paroisses de Saint-Tite et de Saint-Stanislas, sous la juridiction de Mgr Louis-François Richer Laflèche, évêque de Trois-Rivières. La nouvelle paroisse a été désignée "Saint-Séverin" en reconnaissance au chanoine Louis Séverin Rheault, lequel a proposé les limites et l'étendue de la municipalité. Il a aussi fixé le site de l'emplacement de la nouvelle église.
- Décembre 1889 - Arrivée du premier curé, l'abbé Proulx. Pour son premier hiver, il héberge chez monsieur Alphonse Lanouette. Ses premières messes sont célébrées dans une maison privée de monsieur Rémi Goulet.
- 1890 - Construction à coup de corvées d'une petite chapelle et du presbytère actuel.
- 1897 - Ouverture de la nouvelle église qui a été érigée au coût de 17 000 $. Cette dette a été acquittée par les paroissiens en moins de 15 ans.
- 1912 - Implantation de la Caisse populaire (soit la 44e du mouvement Desjardins), grâce à l'implication du vicaire, l'abbé Lessard. À l'origine, les premiers dépôts et retraits se transigeaient dans un local du presbytère[4],[5]

### Chemin de fer
Un tronçon de chemin de fer (l'ancienne ligne de la Canadian Northern Railway entre Québec et la Mauricie) reliait Saint-Stanislas et Hérouxville, jusqu'à son abandon en 1977. Ce tronçon se détachait du Transcontinental – côté est de la rivière Batiscan – près de Saint-Prosper, traversait cette rivière sur un pont de fer situé en amont du village de Saint-Stanislas, puis parcourait la partie sud de la municipalité de Saint-Séverin, et atteignait la décharge du Lac-à-la-Tortue (située dans Hérouxville). Là, le chemin de fer faisait une grande courbe à 90 degrés (vers le nord-ouest) pour suivre en parallèle le chemin de la Grande-Ligne. Finalement, ce tronçon rejoignait (à environ 1 km à l'ouest du village d'Hérouxville) le tronçon ferroviaire reliant la jonction Garneau à Hervey-Jonction.
La gare du chemin de fer de Saint-Séverin était située sur la route de la Cote Saint-Paul (à environ 300 mètres de l'intersection du chemin de la Côte Saint-Paul). 
Saint-Séverin, Saint-Narcisse et Sainte-Geneviève-de-Batiscan sont les seules localités de la Batiscanie où le chemin de fer ne passait pas à proximité du village.

### Pont couvert
Le pont couvert (désigné autrefois "Pont Bordeleau") enjambe la Rivière des Envies, à Saint-Sévérin, à la limite de Saint-Tite et de Hérouxville. Le premier pont a été construit en 1875; il a été reconstruit avec un toit en 1932. Ce pont est situé sur la route Dessureault reliant le Rang Sud au Grand Rang de Saint-Tite (soit dans le hameau de Cossetteville).

## Géographie
La rue principale de Saint-Séverin est le boulevard Saint-Louis qui est la continuité du chemin Côte Saint-Louis lequel parcourt la municipalité du nord au sud en partant de la rivière des Envies. Cette dernière traverse la municipalité du nord-ouest vers le sud-est. La rivière à la Tortue, affluent de la rivière des Envies, traverse le sud de la municipalité du sud-ouest vers le sud-est.

## Démographie
| 1991 | 1996 | 2001 | 2006 | 2011 | 2016 | 2021 |
| ---- | ---- | ---- | ---- | ---- | ---- | ---- |
| 967  | 976  | 925  | 859  | 860  | 846  | 812  |

Maisons privées occupées par les résidents: 378 (total de résidences: 394)
Langue maternelle :
- Français comme première langue : 100 %
- Anglais comme première langue : 0 %
- Anglais et français comme première langue : 0 %
- Autres première langue : 0 %

## Administration
Les élections municipales se font en bloc pour le maire et les six conseillers.
| Saint-Séverin Maires depuis 2001                                                                                     |                  |         |          |
| Élection | Maire            | Qualité | Résultat |
| 2001 | Denis Mongrain   |         | Voir     |
| 2005 | Denis Mongrain   | Voir    |          |
| 2009 | Michel Champagne |         | Voir     |
| 2013 | Julie Trépanier  |         | Voir     |
| 2013 | Julie Trépanier  | Voir    |          |
| 2017 | Julie Trépanier  | Voir    |          |
| 2021 | Gérard Vandal    |         | Voir     |
| Élection partielle en italique Depuis 2005, les élections sont simultanées dans toutes les municipalités québécoises |                  |         |          |

## Économie
Historiquement son économie a été fondée surtout sur l'agriculture. Jusqu'au milieu du XXe siècle, les producteurs agricoles participaient activement à l'approvisionnement des chantiers forestiers de la Moyenne et Haute-Mauricie, en fournissant des hommes, des chevaux, des attelages, de la viande, de la farine, du fourrage, des articles de maison. Les deux moulins à farine à vocation régionale situés en amont du village contribuèrent grandement à l'économie régionale.

## Photographies

Rivière des Envies
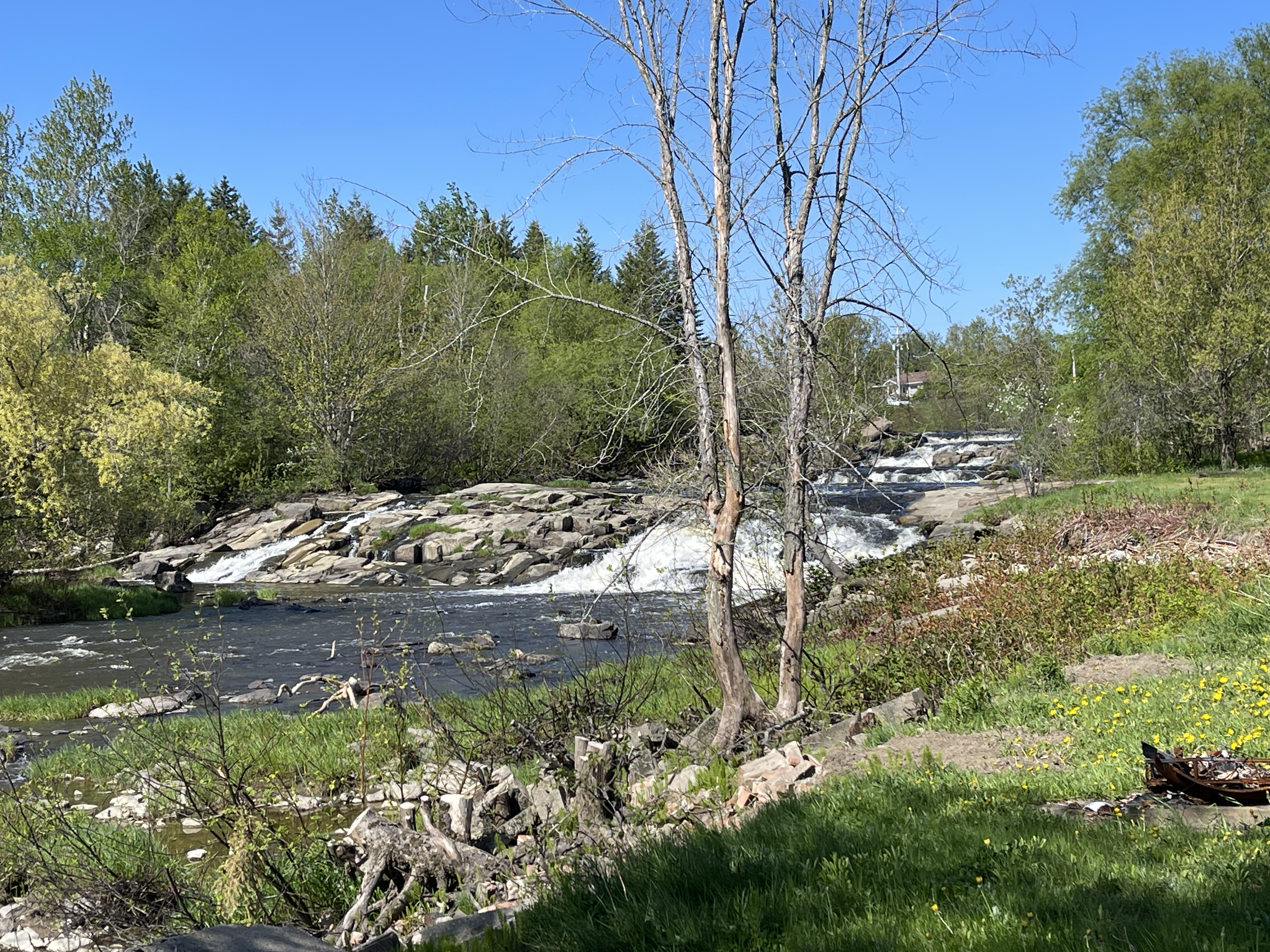
Chemin des Moulins
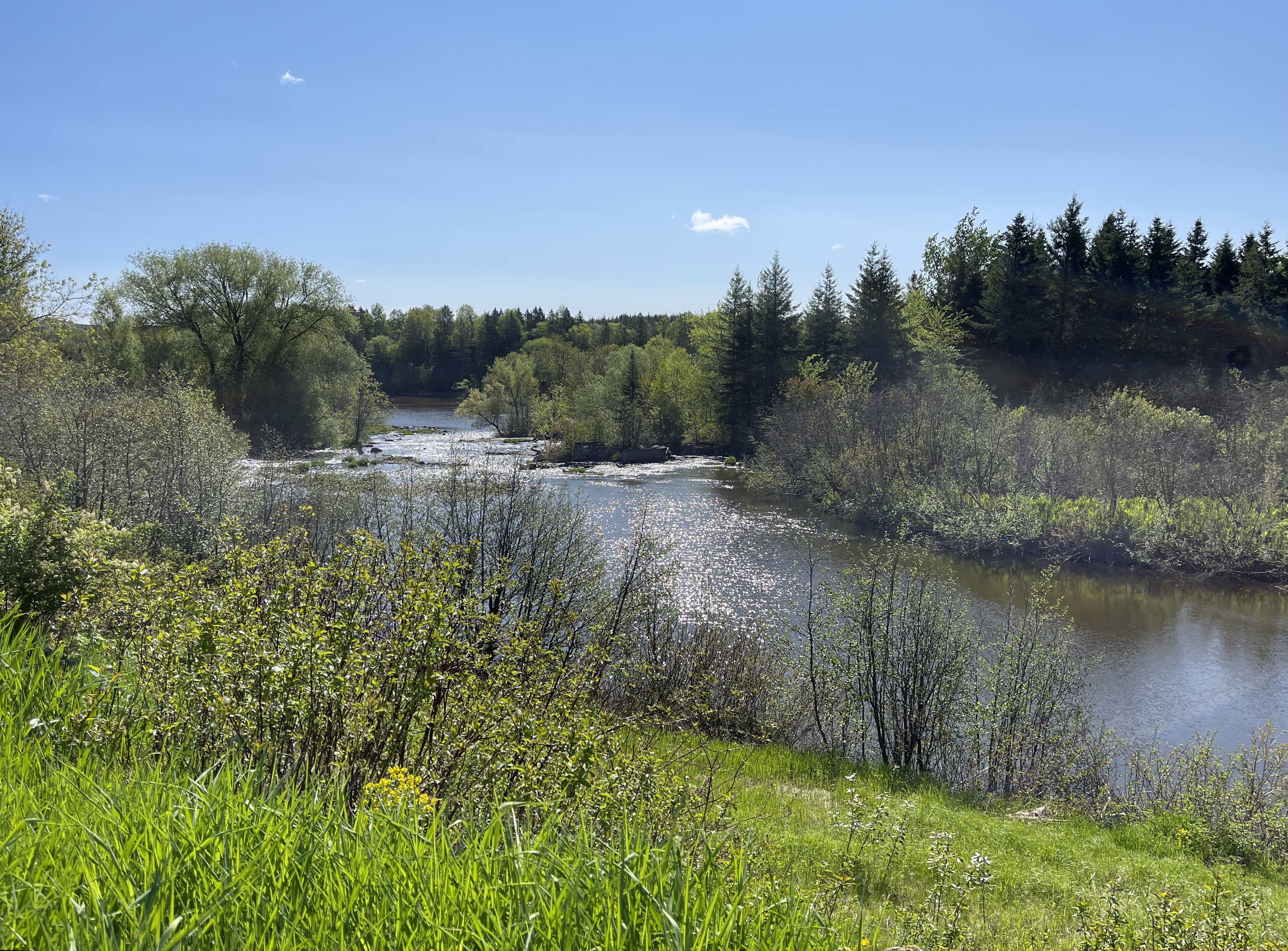
Chemin des Moulins
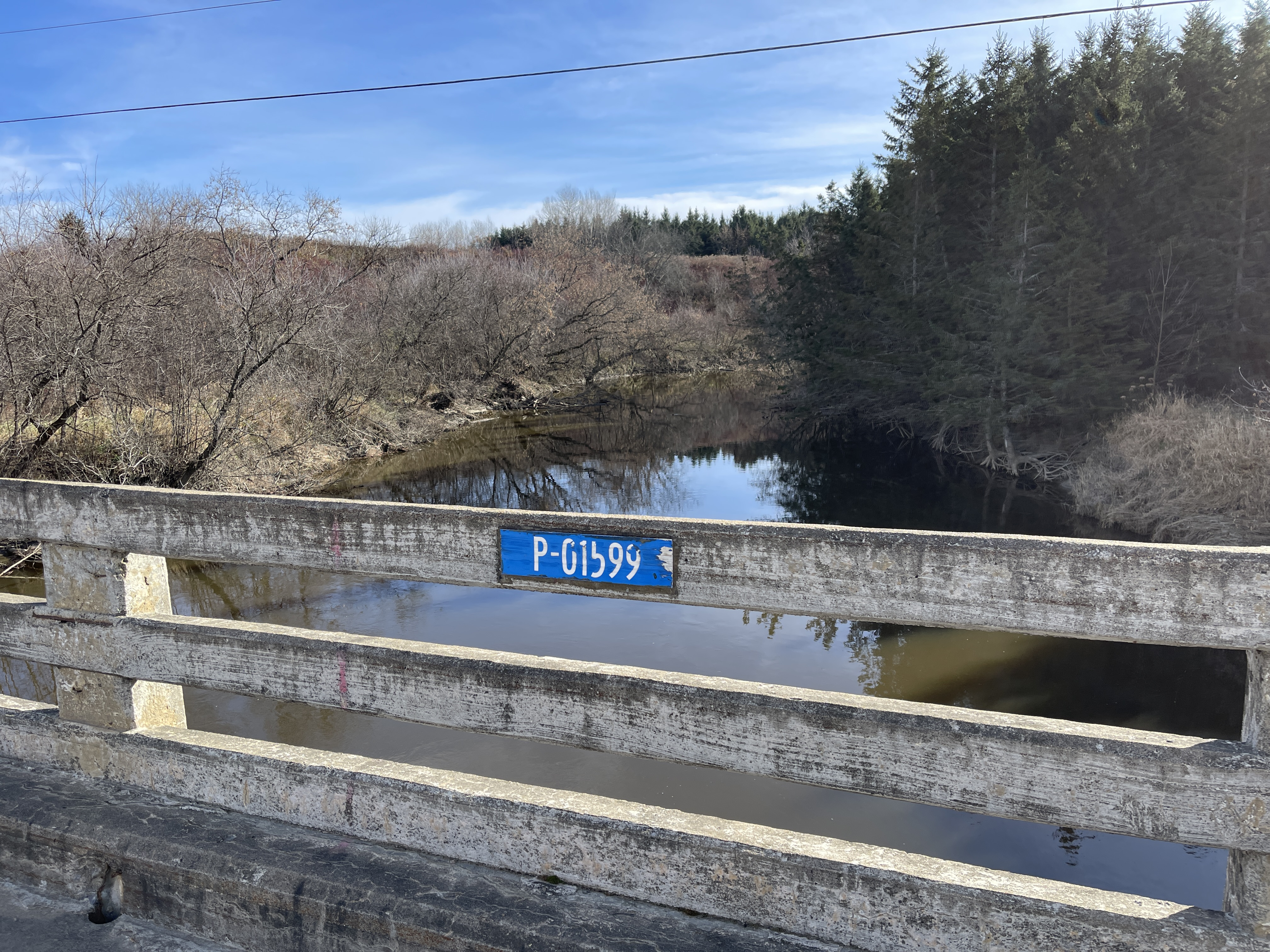
Panneau sur le Pont Veillette, poutres en béton armé (1943), route du Pont Veillette

Affluents de la Rivière des Envies
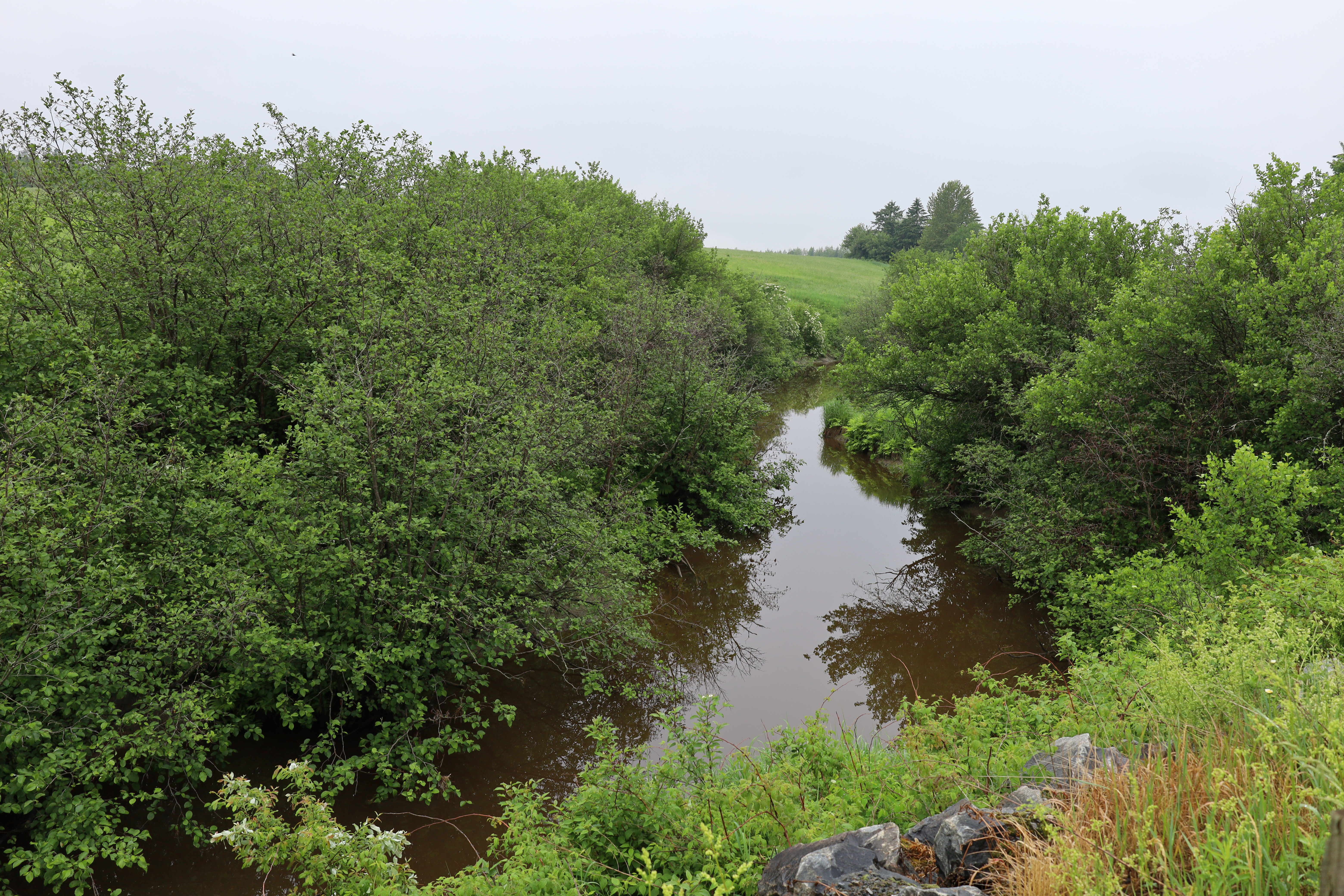
Rivière à la Tortue
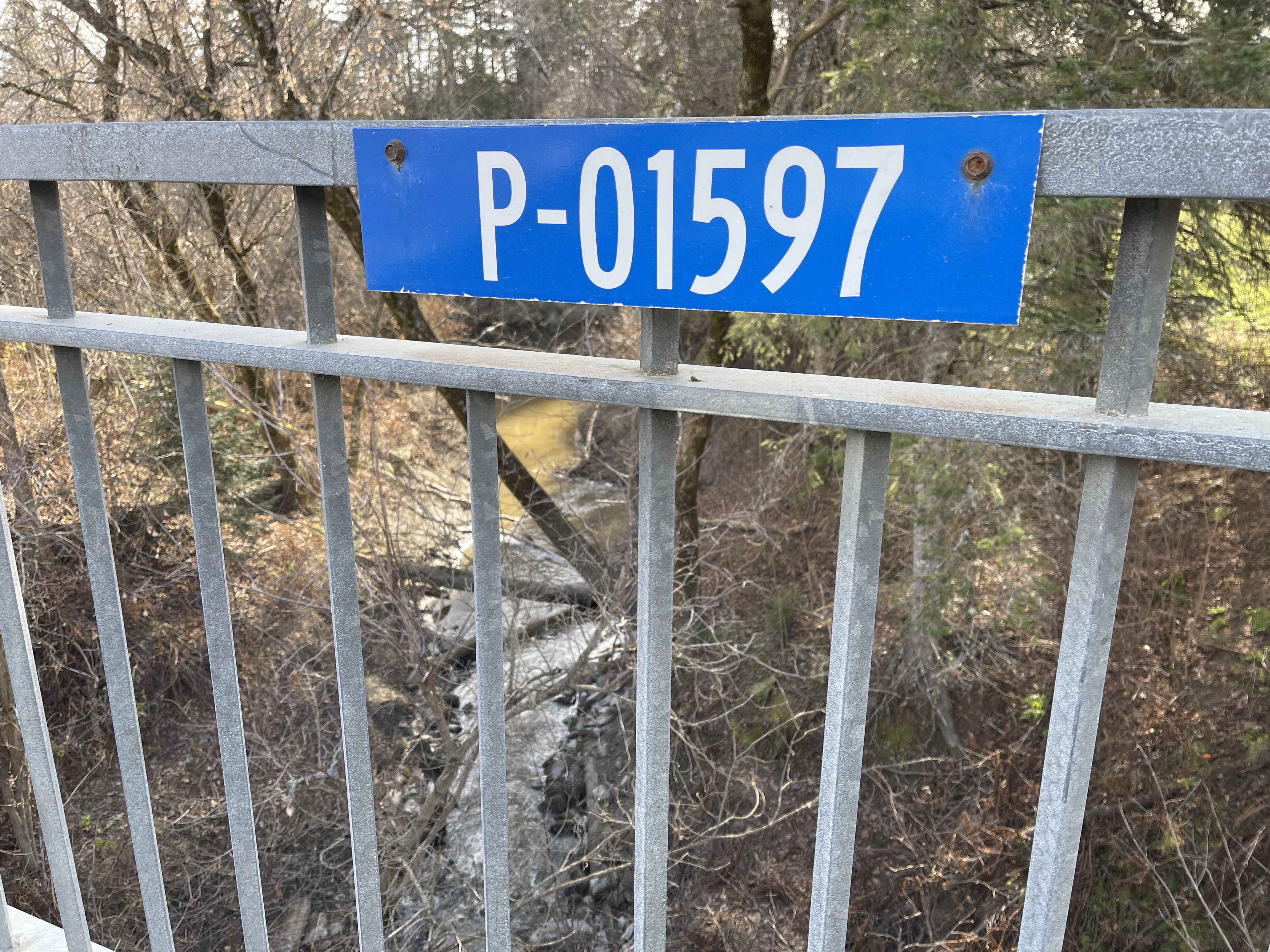
Ruisseau Carpentier, panneau sur le pont à poutres en béton armé (1951), Chemin des Moulins
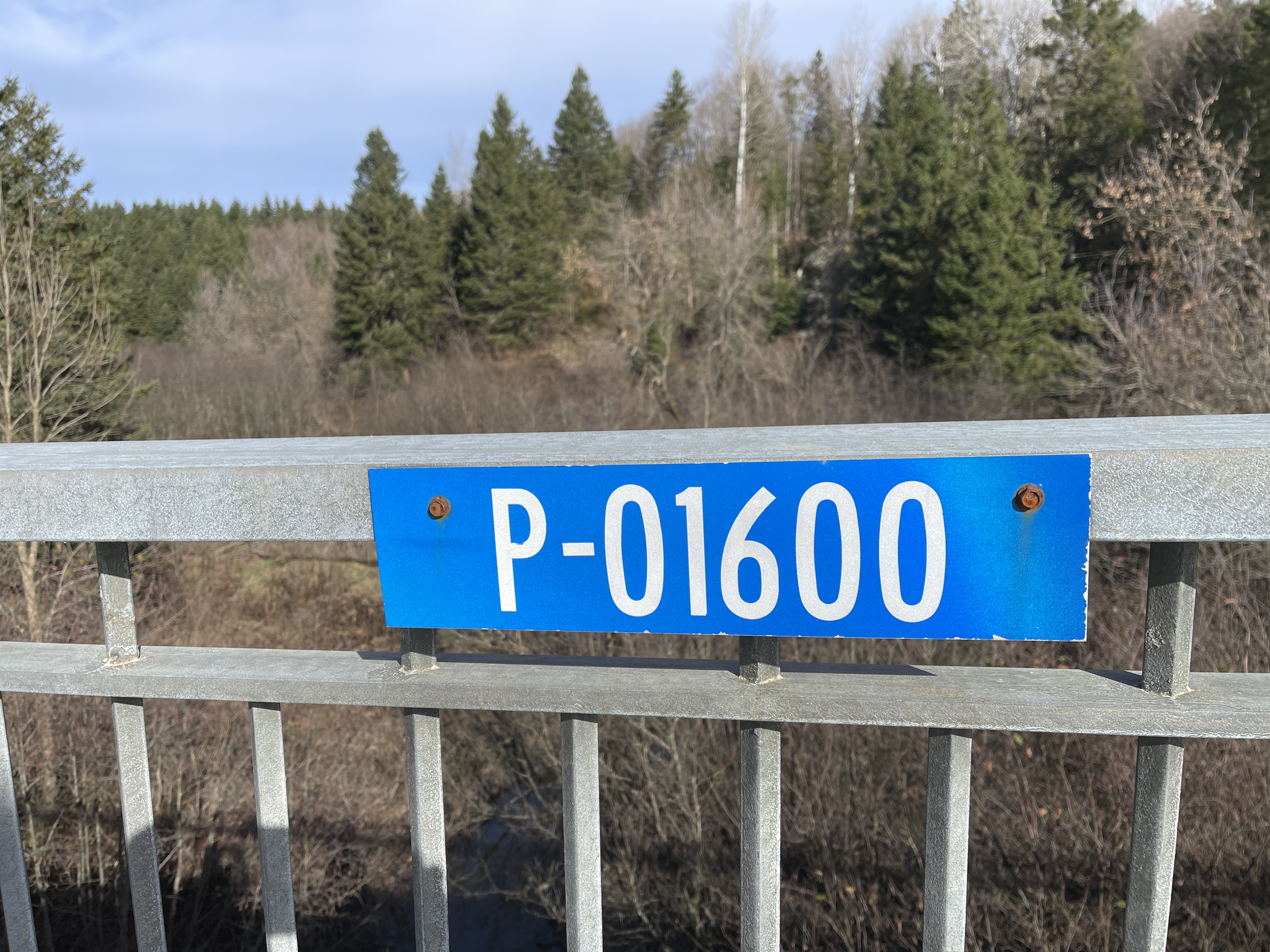
Ruisseau Durocher, panneau du pont à poutres en béton armé, rang de la Petite-Rivière Nord